# سارا بلافر هردی
سارا بلافر هردی (انگلیسی: Sarah Blaffer Hrdy؛ زادهٔ ۱۱ ژوئیهٔ ۱۹۴۶) دانشمند در زمینه انسان‌شناسی و نخستی‌شناسی اهل ایالات متحده آمریکا است.
وی همچنین برندهٔ جوایزی همچون کمک‌هزینه گوگنهایم شده‌است.